# Ян Протасевич
Ян Протасевич († 1632) — писар у Новогрудському воєводстві) з 1613 року.
У політичній діяльності тримався кальвіністської гілки Радзивілів.
Посол у Сеймі 1613, 1615, 1619 і 1623 роках.
Депутат трибуналу Великого князівства Литовського у 1602 і 1631 роках.